# Бансен је звер
Бансен је звер (енгл. Bunsen Is a Beast) је америчка анимирана серија креирана од стране канала Никелодион. Ради се о авантурама које заједно проживљавају звер Бансен и његов најбољи пријатељ Мајки који је за разлику од Бансена човек. Њих стално покушава да насамари Мајкијева ривалка Аманда, иако јој не иде добро у томе.
У Србији, Црној Гори, Републици Српској и Македонији серија је премијерно приказана 5. јуна 2017. године на каналу Никелодион, синхронизована на српски језик. Синхронизацију је радио студио Голд диги нет. Српска синхронизација нема ДВД издања.

## Радња
Радња ове анимиране серије креће тако што породица звери сели из зверског света у град Маклданк. Ту породицу чине млади Бансен и његови родитељи. Бансен креће у школу где упознаје Мајкија са којим постаје најбољи пријатељ. Наравно у серији постоји и негативац, а то је у овом случају Мајкијева ривалка Аманда Килман. Аманда покушава да смести Бансену тако да га протерају из града, али не успева. Такође се често у Мајкијевим и Бансеновим авантурама појављује и њихова другарица Дарси, Мајкијева симпатија Софи Сандерс, њихова учитељица у школи госпођица Лудић као и Амандина помоћница Беверли.

## Епизоде
| Сезона | Сезона | Епизоде | Премијерно приказивање (САД) | Премијерно приказивање (САД) | Премијерно приказивање (Србија) | Премијерно приказивање (Србија) |
| Сезона | Сезона | Епизоде | Прва епизода                 | Последња епизода             | Прва епизода                    | Последња епизода                |
| ------ | ------ | ------- | ---------------------------- | ---------------------------- | ------------------------------- | ------------------------------- |
|        | 1      | 26      | 16. јануар 2017.             | 10. фебруар 2018.            | 5. јун 2017.                    | 17. септембар 2018.             |

## Улоге
| Име лика       | Глас                  | Српски глас                               |
| -------------- | --------------------- | ----------------------------------------- |
| Звер Бансен    | Џереми Роули          | Лако Николић                              |
| Мајки Манро    | Бен Жиру              | Никола Тодоровић                          |
| Аманда Килман  | Кари Валгрен          | Марија Стокић                             |
| Беверли        | Кари Валгрен          | Весна Паштровић Шашић                     |
| Дарси          | Кристина Милица       | Анастасија Видаковић                      |
| Софи Сандерс   | Кари Валгрен          | Марија Видаковић Снежана Јеремић Нешковић |
| Гђица. Лудић   | Чери Отери            | Ана Симић Кораћ Валентина Павличић        |
| Боб            | Џеф Бенет             | Марко Марковић                            |
| Кен            | Фил Ламар             | Милан Антонић                             |
| Капетан Корнет | Џери Трејнор          | Предраг Дамњановић                        |
| Гдин. Монро    | Џереми Роули          | Немања Живковић                           |
| Гђа. Монро     | Кари Валгрен          | Весна Паштровић Шашић Јадранка Пејановић  |
| Бансенова мама | Џенифер Хејл          | Јадранка Пејановић                        |
| Бансенов тата  | Џеф Бенет             | Сале Новаковић                            |
| Зубић вила     | Тара Стронг           | Софија Јуричан                            |
| Вулфи          | Кевин Мајкл Ричардсон | Павле Јеринић                             |
| Велики Мајки   | Џеф Бенет             | без дијалога                              |